# Droga wojewódzka 329
Die Droga wojewódzka 329 ist eine Woiwodschaftsstraße in der polnischen Woiwodschaft Niederschlesien. Die Straße beginnt in Głogów (Glogau) und verläuft über Jerzmanowa (Hermsdorf) nach Potoczek (Töppendorf), wo sie sich mit der Droga krajowa 3 trifft. Die DW 329 hat eine Gesamtlänge von 11 Kilometern.